# Courcelles-le-Comte

Courcelles-le-Comte este o comună în departamentul Pas-de-Calais, Franța. În 1 ianuarie 2022 avea o populație de 479 de locuitori.